# Lee Michaels
Lee Michaels (* 24. November 1945 in Los Angeles als Michael Olsen) ist ein US-amerikanischer Sänger und Multiinstrumentalist.

## Leben
Lee Michaels begann seine Karriere mit der Surf-Gruppe The Sentinals in San Luis Obispo. Später zog er nach San Francisco, wo er sich der Gruppe The Family Tree anschloss. Im Jahr 1967 unterzeichnete er einen Plattenvertrag mit A&M Records und veröffentlichte 1968 sein Debütalbum  Carnival of Life. Es folgten in den Folgejahren noch weitere 9 Alben. 1975 zog sich Lee Michaels aus der Öffentlichkeit zurück.
Am 19. Dezember 1968 heiratete er die Schauspielerin Mary Hughes, aus der Ehe gingen zwei Kinder hervor.

## Diskografie

### Alben
| Jahr | Titel                  | Höchstplatzierung, Gesamtwochen, AuszeichnungChartsChartplatzierungen (Jahr, Titel, Platzierungen, Wochen, Auszeichnungen, Anmerkungen) | Anmerkungen |
| Jahr | Titel                  | US | Anmerkungen |
| ---- | ---------------------- | --- | ----------- |
| 1969 | Lee Michaels           | US53 (26 Wo.)US |             |
| 1970 | Barrel                 | US51 (19 Wo.)US |             |
| 1971 | 5th                    | US16 (36 Wo.)US |             |
| 1972 | Space and First Takes  | US78 (13 Wo.)US |             |
| 1973 | Lee Michaels Live      | US135 (8 Wo.)US |             |
| 1973 | Nice Day for Something | US172 (5 Wo.)US |             |

Weitere Alben
- 1968: Carnival of  Life
- 1968: Recital
- 1974: Tailface
- 1975: Saturn Rings

### Singles
| Jahr | Titel                       | Höchstplatzierung, Gesamtwochen, AuszeichnungChartsChartplatzierungen (Jahr, Titel, Platzierungen, Wochen, Auszeichnungen, Anmerkungen) | Anmerkungen |
| Jahr | Titel                       | US | Anmerkungen |
| ---- | --------------------------- | --- | ----------- |
| 1971 | Do You Know What I Mean 5th | US6 (17 Wo.)US |             |
| 1971 | Can I Get A Witness 5th     | US39 (9 Wo.)US |             |